# Salomon Adler
Pour les articles homonymes, voir Adler.
Salomon Adler (Gdańsk 3 mars 1630 - Milan 11 janvier 1709) est un peintre baroque allemand.
Il travaille à Milan et à Bergame et se fait connaître pour ses talents de portraitiste. Il eut pour élève Fra Galgario.